# Реджеп Четін
Реджеп Четін (тур. Recep Çetin, нар. 1 жовтня 1965) — турецький футболіст, що грав на позиції захисника. По завершенні ігрової кар'єри — тренер. З 2020 року входить до тренерського штабу клубу «Кайсеріспор».
Виступав, зокрема, за клуб «Бешикташ», а також національну збірну Туреччини.
Чотириразовий чемпіон Туреччини. Чотириразовий володар Кубка Туреччини. Триразовий володар Суперкубка Туреччини.

## Клубна кар'єра
У дорослому футболі дебютував 1984 року виступами за команду «Болуспор», у якій провів чотири сезони, взявши участь у 127 матчах чемпіонату. 
Своєю грою за цю команду привернув увагу представників тренерського штабу клубу «Бешикташ», до складу якого приєднався 1988 року. Відіграв за стамбульську команду наступні десять сезонів своєї ігрової кар'єри. Більшість часу, проведеного у складі «Бешикташа», був основним гравцем команди.
Протягом 1998—1999 років захищав кольори клубу «Трабзонспор».
Завершив ігрову кар'єру у команді «Істанбулспор», за яку виступав протягом 1999—2001 років.

## Виступи за збірну
У 1988 році дебютував в офіційних матчах у складі національної збірної Туреччини.
У складі збірної був учасником чемпіонату Європи 1996 року в Англії.
Загалом протягом кар'єри в національній команді, яка тривала 10 років, провів у її формі 56 матчів, забивши 1 гол.

## Кар'єра тренера
Розпочав тренерську кар'єру, повернувшись до футболу після невеликої перерви, 2005 року, увійшовши до тренерського штабу клубу «Бешикташ», де пропрацював з 2005 по 2006 рік.
В подальшому входив до тренерських штабів клубів «Чайкур Різеспор», «Сакар'яспор», «Буджаспор», «Сівасспор», «Бурсаспор» та «Кайсеріспор».
З 2020 року входить до тренерського штабу клубу «Кайсеріспор».

## Титули і досягнення
- Чемпіон Туреччини (4):

«Бешикташ»: 1989-1990, 1990-1991, 1991-1992, 1994-1995
- Володар Кубка Туреччини (4):

«Бешикташ»: 1988-1989, 1989-1990, 1993-1994, 1997-1998
- Володар Суперкубка Туреччини (3):

«Бешикташ»: 1989, 1992, 1994